# 北京，我的爱
《北京，我的愛》（韓語：북경 내사랑）是中國中央電視台與韓國KBS合作，於2004年製作的電視劇，韓國時間逢星期一、二，晚上9時50分。

## 劇情介紹
羅民國是韓國一間大型電子企業的獨生子，家庭富有但卻過著放盪的生活，他的父親担心民国未来，考虑到未来的发展和教育孩子，將他扔到北京獨自生活，希望他能成材。在北京，民國遇到正在大學修讀韓語的楊雪，並與她發展成戀人，但鄭蓮淑及張東的出現，令他們的愛情道路非常困難......。
民國回到韩国发展自己的农庄企业，在一次聚会上和在北京一同奋斗的张东、郑莲淑相遇，并得知杨雪的下落。民國马上回到中国找到杨雪并向她求婚。

## 演員陣容

### 主要角色
- 金載沅 飾演 羅民國（少年：郭正旭）
- 孙菲菲 飾演 楊　雪
- 韓彩英 飾演 鄭蓮淑
- 郭晓冬 飾演 張　東

### 其他角色
- 林東真 飾演 羅民国父
- 千正明 飾演 卢完成
- 安奭奐 飾演 徐一道
- 申　久 飾演 黄会长
- 王智慧 飾演 王思朗
- 金玄胜 飾演 金泰勇
- 李世荣  飾演 张娜啦
- 李孝正 飾演 朴秘书
- 金智英 飾演 李英姬
- 储智博 飾演 杨雪父
- 贾雨岚 飾演 杨雪母
- 吴倩 飾演 学云
- 郭旭 飾演 姜白
- 郭刚 飾演 陈秘书
- 金青 飾演 羅民国母
- 金敬淑 飾演 全社长
- 尹用玄 飾演 吉秀
- 郑元钟 飾演 支社长
- 李应德 飾演 张奉洙
- 张文丁 飾演 三淑
- 罗虎贤 飾演 吴森
- 安七铉
- 李　丁
- 斯琴高娃
- 张铁林
- 刘　威
- 刘金山
- 安七铉
- 金晶和

## 外部連結
- 韓國KBS官方網站（页面存档备份，存于） 

| KBS 2TV 月火劇                    | KBS 2TV 月火劇                         | KBS 2TV 月火劇 |
| --------------------------------- | -------------------------------------- | -------------- |
|                                   | 北京，我的愛 （2004.5.10 - 2004.7.13） |                |
| 白雪公主 （2004.3.15 - 2004.5.4） | 九尾狐外傳 （2004.7.19 - 2004.9.7）    |                |